# Tầng Đan Mạch
| Hệ/ Kỷ                               | Thống/ Thế | Bậc / Kỳ   | Tuổi (Ma)    | Tuổi (Ma) |
| ------------------------------------ | ---------- | ---------- | ------------ | --------- |
| Neogen                               | Miocen     | Aquitane   | trẻ hơn      |           |
| Paleogen                             | Oligocen   | Chatti     | 23.03 - 28.1 |           |
| Paleogen                             | Oligocen   | Rupel      | 28.1 - 33.9  |           |
| Paleogen                             | Eocen      | Priabona   | 33.9 - 37.8  |           |
| Paleogen                             | Eocen      | Barton     | 37.8 - 41.2  |           |
| Paleogen                             | Eocen      | Lutetia    | 41.2 - 47.8  |           |
| Paleogen                             | Eocen      | Ypres      | 47.8 - 56    |           |
| Paleogen                             | Paleocen   | Thanet     | 56 - 59.2    |           |
| Paleogen                             | Paleocen   | Seland     | 59.2 - 61.6  |           |
| Paleogen                             | Paleocen   | Đan Mạch   | 61.6 - 66    |           |
| Creta                                | Thượng     | Maastricht | cổ hơn       |           |
| Phân chia Paleogen theo ICS, 8/2018. |            |            |              |           |

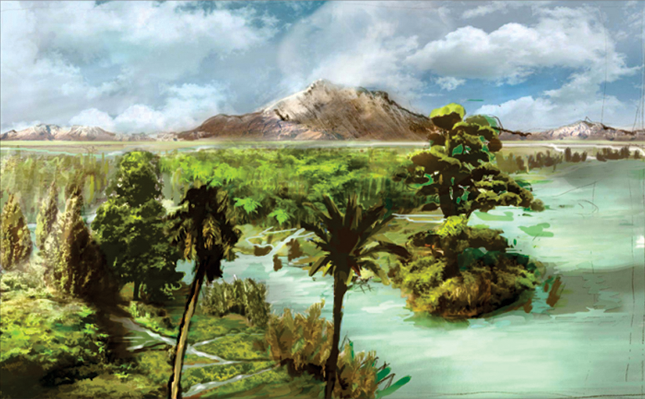
Hình ảnh phác hoạ Tầng Đan Mạch

Tầng Đan Mạch (còn gọi là tầng Mons (tiếng Anh: Danian hay Montian) là tầng đầu tiên của thế Paleocen, tạo thành phân thế Tiền Paleocen. Sự bắt đầu của tầng này được xác định bằng Sự kiện tuyệt chủng kỷ Creta-phân đại đệ Tam diễn ra khoảng 66,0 ± 0,3 triệu năm trước (Ma) khi tầng Maastricht kết thúc. Tầng này kết thúc vào khoảng 61,6 ± 0,2 Ma khi tầng Seland bắt đầu.
Mặc dù các loài khủng long không biết bay đã biến mất, nhưng động vật có vú và các động vật sống trên đất liền khác vẫn còn nhỏ bé, không có loài nào to lớn hơn con mèo lớn ngày nay. Nhưng phần lớn các bộ của động vật có vú đã xuất hiện. Hàng loạt các nhánh trực hệ của các loài chim hiện đại đã sống sót, cụ thể là trong khu vực xung quanh Australia. Các đại dương vẫn duy trì tương tự như trong giai đoạn cuối của kỷ Creta, chỉ có điều có ít sự sống hơn như không còn các loài bò sát sống trong lòng đại dương cũng như các loài động vật ít được biết đến khác.

## Tên gọi
Tên gọi của tầng này lấy theo tên gọi của Đan Mạch do các hóa thạch tại khu vực Fakse Kalkbrud của nước này lần đầu tiên được phát hiện và nghiên cứu.

## Lưu ý
1. ↑  "ICS - Chart/Time Scale". www.stratigraphy.org.
2. ↑  Thông tin tại popups.ulg.ac.be[liên kết hỏng]